# Новокалиновка (Краснодарский край)
Новокалиновка — хутор в Крымском районе Краснодарского края.
Входит в состав Кеслеровского сельского поселения.

## География

### Улицы
- ул. Лесная.

## Население
| 1999 | 2002 | 2010 |
| ---- | ---- | ---- |
| 21   | ↘12  | ↗14  |